# McMillan & Wife
McMillan & Wife ist eine US-amerikanische Krimiserie in Spielfilmlänge mit Rock Hudson in der Hauptrolle. Die insgesamt 40 Folgen wurden von 1971 bis 1977 im Rahmen des NBC Mystery Movie abwechselnd mit Serien wie Columbo, Ein Sheriff in New York und Hec Ramsey ausgestrahlt.

## Handlung
Stuart McMillan leitet als Police Commissioner das San Francisco Police Department. Er ist mit der deutlich jüngeren Sally verheiratet. Obgleich McMillan durch seine leitende Position eigentlich nicht mit der Aufklärung von Kriminalfällen betraut ist, ergeben sich im Laufe der Serie immer wieder Verwicklungen des Paares in Fälle von Mord und Raub. Dem Paar zur Seite steht Sergeant Charles Enright sowie die Haushälterin Mildred.
Gegen Ende der ersten Staffel ist Sally schwanger, die Schwangerschaft wird in den folgenden Staffeln jedoch nie wieder thematisiert. In der vierten Staffel bekommt das Paar einen Sohn, dieser wird in den Folgestaffeln ebenfalls nie wieder erwähnt.

## Hintergrund
Regie führten unter anderem Daniel Petrie, John Astin, Jackie Cooper, Hy Averback, Edward M. Abroms, Alf Kjellin und Lee H. Katzin. Gastrollen spielten Larry Hagman, Cameron Mitchell, Roddy McDowall, Van Johnson, Barry Sullivan, Robert Loggia, Michael Constantine und Robert Webber; sowie Linda Evans, Kim Basinger, Julie Adams, Eileen Brennan, Tyne Daly, und Susan Sullivan.
Die Serie wurde bislang nicht im deutschen Fernsehen uraufgeführt. Lediglich eine einzige Episode (Staffel 5 Folge 5) wurde unter dem Titel Diagnose: Mord (nicht zu verwechseln mit der gleichnamigen Krimiserie) 1985 von der ARD ausgestrahlt und Mitte 2023 unter diesem Titel auch in Deutschland auf DVD veröffentlicht.

## Auszeichnungen
Golden Globe Awards
Nominierungen
- 1972: Beste Fernsehschauspielerin, Drama (Susan Saint James)
- 1973: Beste Fernsehschauspielerin, Drama (Susan Saint James)
- 1974: Beste Fernsehschauspielerin, Drama (Susan Saint James)
- 1975: Beste Nebendarstellerin, Drama (Nancy Walker)
- 1976: Beste Nebendarstellerin, Drama (Nancy Walker)

Emmy Awards
Nominierungen
- 1972: Beste Hauptdarstellerin in einer Fernsehserie, Drama (Susan Saint James)
- 1973: Beste Hauptdarstellerin in einer Fernsehserie, Drama (Susan Saint James)
- 1973: Beste Nebendarstellerin in einer Fernsehserie, Drama (Nancy Walker)
- 1974: Beste Nebendarstellerin in einer Fernsehserie, Drama (Nancy Walker)
- 1975: Beste Hauptdarstellerin in einer Fernsehserie, Drama (Susan Saint James)
- 1975: Beste Nebendarstellerin in einer Fernsehserie, Drama (Nancy Walker)
- 1976: Beste Gastdarstellerin in einer Dramaserie (Martha Raye)